# Kim Myong-hwa
Kim Myong-hwa (koreanisch 김명화; geb. 25. April 1967) ist eine ehemalige nordkoreanische Sportschützin.
Sie trat bei den Olympischen Sommerspielen 2000 in Sydney an. Im Wettbewerb Skeet kam sie auf Platz 9. Außerdem gewann sie im Teamwettbewerb bei den Weltmeisterschaften 1991 in Perth die Goldmedaille und bei den Asienspielen 1990 in Peking und 2006 in Doha jeweils Silber sowie in der Einzelwertung in Doha auch die Goldmedaille.